# Центробежное электрошлаковое литьё
Центробежное электрошлаковое литьё (ЦЭШЛ) — это технологический процесс, объединивший центробежное литьё и электрошлаковую плавку, что позволяет получать литые заготовки со свойствами не уступающими кованым заготовкам.
Свойства литых заготовок, полученных данным методом:
1. Устраняются внутренние дефекты литых заготовок усадочного характера вследствие кристаллизации отливки в литейной форме под постоянным действием центробежной силы и строгонаправленной кристаллизации отливки под действием центробежной силы от стенок литейной формы к свободной поверхности (внутреннему отверстию) литой заготовки, покрытой слоем шлака, имеющего температуру на 200…400°С большую, чем расплав.
2. Понижается уровень загрязнённости металла неметаллическими включениями вследствие проведения электрошлаковой плавки под слоем шлака, исключающего контакт расплавленного металла с кислородом атмосферы, рафинированием (очисткой) капель расплава при прохождении через слой шлака и первоначальным сливом расплавленного шлака в литейную форму и дополнительным рафинированием расплава после поступления его в литейную форму и оттеснением шлака с прохождением его через расплав во внутреннюю полость (отверстие) заготовки за счёт центробежных сил.
3. Уменьшается содержание серы в металле (менее 0,01 %) вследствие десульфации при электрошлаковой плавке.
4. Механические свойства не уступают свойствам кованым заготовкам вследствие устранения внутренних дефектов усадочного характера и обеспечения низкого уровня включений по границам зёрен.

Метод центробежного электрошлакового литья применяется наряду с методами ковки, штамповки, литья для изготовления фланцев. Изделия, полученные ковкой, отличаются высокими механическими свойствами, но с большой их анизотропностью. При этом от литых заготовок и слитков наследуются дефекты, часть которых не устраняются в процессе ковки. Недостатки заготовок, полученных литьём — структурная и химическая неоднородность по всему телу отливки, неметаллические включения, газовые раковины, поры; насыщение жидкого металла водородом, кислородом; наличие вредных примесей (серы и фосфора) — снижают механические свойства литого металла и ухудшают служебные характеристики изделий в процессе их эксплуатации. Получение литых заготовок, максимально приближённых по форме и размерам к готовому изделию и по качеству, не уступающих горячедеформированным, возможно при использовании технологии центробежного электрошлакового литья (ЦЭШЛ).
Методом центробежного электрошлакового литья получают заготовки, представляющие собой тела вращения:
- заготовки фланцев (плоские, воротниковые фланцы, на свободном кольце),
- заготовки в форме катушек (превенторы, штуцеры),
- корпуса колонных обвязок,
- бандажные кольца,
- фланцевые заглушки (глухие фланцы),
- эксцентрические и концентрические переходы,
- заготовки в виде усечённого шара для шаровых затворов кранов.